# Fauna da Austrália

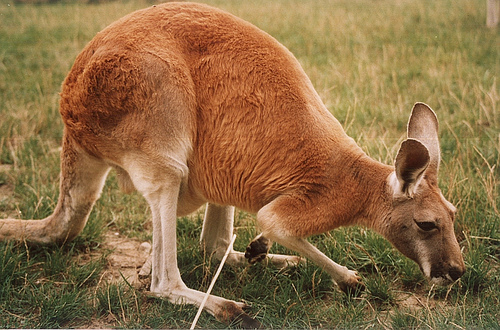
O canguru-vermelho é o maior macrópode existente e um dos componentes da heráldica australiana, juntamente com o emu.

A fauna da Austrália agrupa uma enorme variedade de animais únicos: 83% dos mamíferos, 89% dos répteis, 90% dos peixes e insetos e 93% dos anfíbios que habitam o continente são endémicos da Austrália. Este alto nível de endemismo pode ser atribuído ao isolamento do continente, à estabilidade tectónica e aos efeitos de um padrão pouco usual das mudanças climáticas que afectaram o solo e a flora no decurso das eras geológicas. Uma característica única da fauna australiana é a relativa escassez de mamíferos placentários, em oposição à abundância de marsupiais, um grupo de mamíferos que completam o seu desenvolvimento embrionário num marsúpio. Nestes marsupiais incluem-se os macrópodes, os membros da subordem Phalangeriformes e da ordem Dasyuromorphia (como por exemplo o diabo-da-tasmânia), os quais ocupam uma proporção significativa dos nichos ecológicos que em outras partes do mundo são ocupados por mamíferos placentários. Na Austrália vivem duas das cinco espécies ainda existentes de monotremados e também de numerosas espécies venenosas tais como o ornitorrinco, aranhas, escorpiões, polvos, medusas, moluscos e raias. A Austrália também possui mais espécies de serpentes venenosas do que inócuas, outro facto que mostra a singularidade da sua fauna.
Há cerca de 40 mil anos, a colonização da Austrália pelos seus habitantes aborígenes, e pelos europeus a partir de 1788, provocou um forte impacto na sua fauna. A caça, a introdução de espécies não nativas e a consequente destruição de habitats conduziram a um grande número de extinções. Por exemplo, extinguiram-se espécies como o bandicoot-pés-de-porco, o periquito-do-paraíso e a Potorous platyops (uma espécie de rato-canguru). O uso não sustentável do solo continua a ameaçar a sobrevivência de muitas espécies. Para travar esta ameaça, a legislação australiana respondeu criando uma multiplicidade de áreas protegidas. Apesar disso, teme-se que a aplicação destas medidas não seja suficiente para travar a ameaça existente em relação aos habitats e espécies.
A Austrália também é conhecida pela sua paleofauna, com animais da biota ediacarana e da Megafauna australiana.

## Origem da fauna australiana

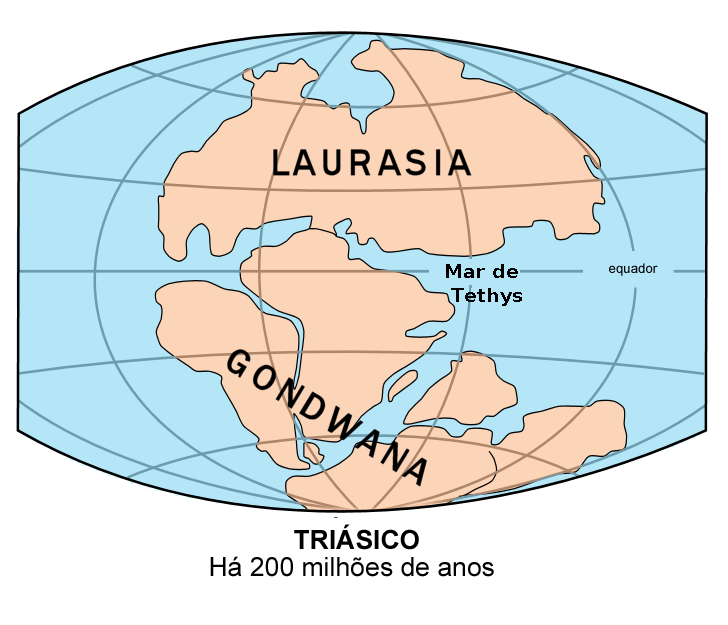
A Austrália fez parte, no passado, do supercontinente Gondwana.

A Austrália fez parte do supercontinente Gondwana que incluía a América do Sul, a África, Índia e a Antártida. Gondwana começou a desagregar-se há cerca de 140 milhões de anos; a Austrália , por sua vez, separou-se da Antártida há 50 milhões de anos e permaneceu relativamente isolada até à colisão da Placa Indo-australiana com a Ásia, no Mioceno, há 5,3 milhões de anos.
Duas causas fundamentais determinaram a singularidade da fauna australiana: as geológicas e as climatológicas. 
A Austrália ao encontrar-se na deriva continental, ia de uma certa forma também se isolando das efeitos das mudanças climáticas globais, por isso a unicidade da fauna originada no Gondwana (como os marsupiais, por exemplo), pôde sobreviver e diversificar-se por radiação adaptativa na Austrália.
Depois do Mioceno, a fauna asiática original pode também estabelecer-se na Austrália. A Linha de Wallace, linha hipotética que separa as regiões zoogeográficas da Ásia e da Australásia corresponde, grosso modo, à fronteira da placa tectónica euroasiática com a Placa Indo-australiana. Esta fronteira continental impediu a formação de corredores zoológicos que favoreciam uma migração asiática, com excepção da avifauna. Devido ao surgimento da corrente circumpolar, no Oligoceno médio, há aproximadamente 15 milhões de anos, o clima australiano tornou-se progressivamente mais árido, o que permitiu o aparecimento de um grupo diverso de organismos adaptados a esse clima. Do mesmo modo, as zonas tropicais húmidas e as zonas de humidade sazonal possibilitaram o desenvolvimento de fauna a elas adaptadas.
A Austrália possui um amplo registro fóssil de mamíferos, assim como uma grande variedade de mamíferos extintos, fundamentalmente marsupiais. O registo fóssil mostra que os monotremados estiveram presentes na Austrália desde o Cretácico inferior (145–99 milhões de anos)  e que os mamíferos marsupiais e placentados datam do Eocénico (56–34 milhões de anos), altura em que os mamíferos modernos apareceram pela primeira vez no dito registo. Ainda que estes marsupiais e os placentados tenham coexistido na Austrália no Eocénico, somente os marsupiais sobreviveram até ao presente. Não obstante, os mamíferos placentados reapareceram na Austrália no Miocénico, quando a Austrália se aproximou da Indonésia e os morcegos e roedores começaram a aparecer de maneira consistente no registo fóssil. Os marsupiais evoluíram até ocuparem nichos ecológicos em muitos casos similares aos dos placentados da Eurásia e da América do Norte, mediante um fenómeno de convergência evolutiva . Por exemplo, o predador de topo na Austrália, o lobo-da-tasmânia (extinto em 1936), apresenta certas semelhanças com alguns canídeos como o lobo. Os membros da família Petauridae e os esquilos voadores também apresentam adaptações similares, permitindo-lhes o seu estilo de vida arbóreo. Por seu lado, o numbat e o tamanduá possuem também similitudes na sua dieta insectívora.

## Mamíferos

### Monotremados e marsupiais

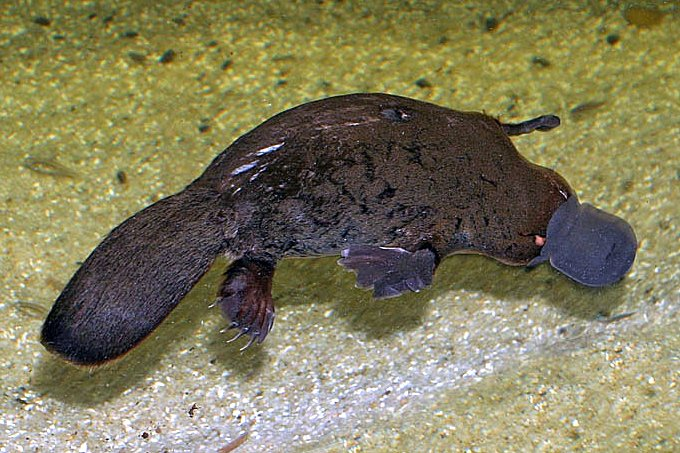
O ornitorrinco, um mamífero venenoso

Os monotremados são mamíferos com um método de reprodução singular visto que põem ovos. Duas das cinco espécies conhecidas de monotremados são australianas: o ornitorrinco e o equidna-ouriço. O ornitorrinco, um mamífero ovíparo com aspecto de pato e de vida anfíbia, é uma das criaturas mais estranhas do reino animal. Quando Joseph Banks apresentou, no século XVIII, uma pele de ornitorrinco aos naturalistas ingleses, estes ficaram convencidos de que se tratava de uma farsa. Outro estranho monotremado é o equidna-ouriço: coberto de espinhos, possui um focinho tubular e uma língua capaz de sair e entrar na boca cerca de cem vezes por minuto para capturar térmitas, o seu principal alimento.

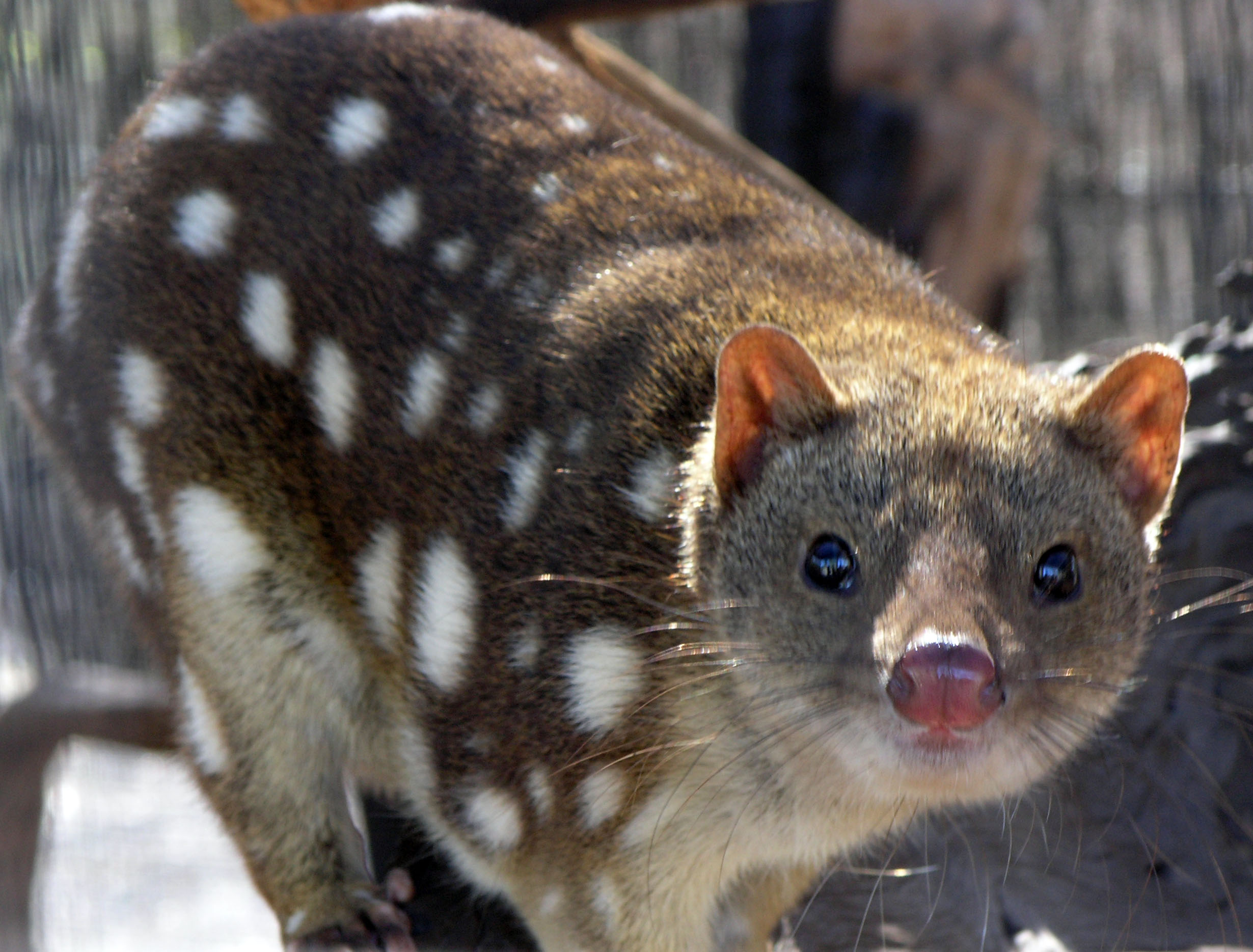
Um gato-tigre, Dasyurus maculatus, um dos maiores marsupiais carnívoros da Austrália. Está em perigo de extinção.

A Austrália é também o lar da maior e mais diversa selecção de marsupiais, mamíferos com uma bolsa ou marsúpio, no qual as crias completam o seu desenvolvimento embrionário. Os marsupiais carnívoros (ordem Dasyuromorphia) estão representados por duas famílias sobreviventes: os Dasyuridae, com 51 membros, e os Myrmecobiidae, com o numbat como único sobrevivente. 

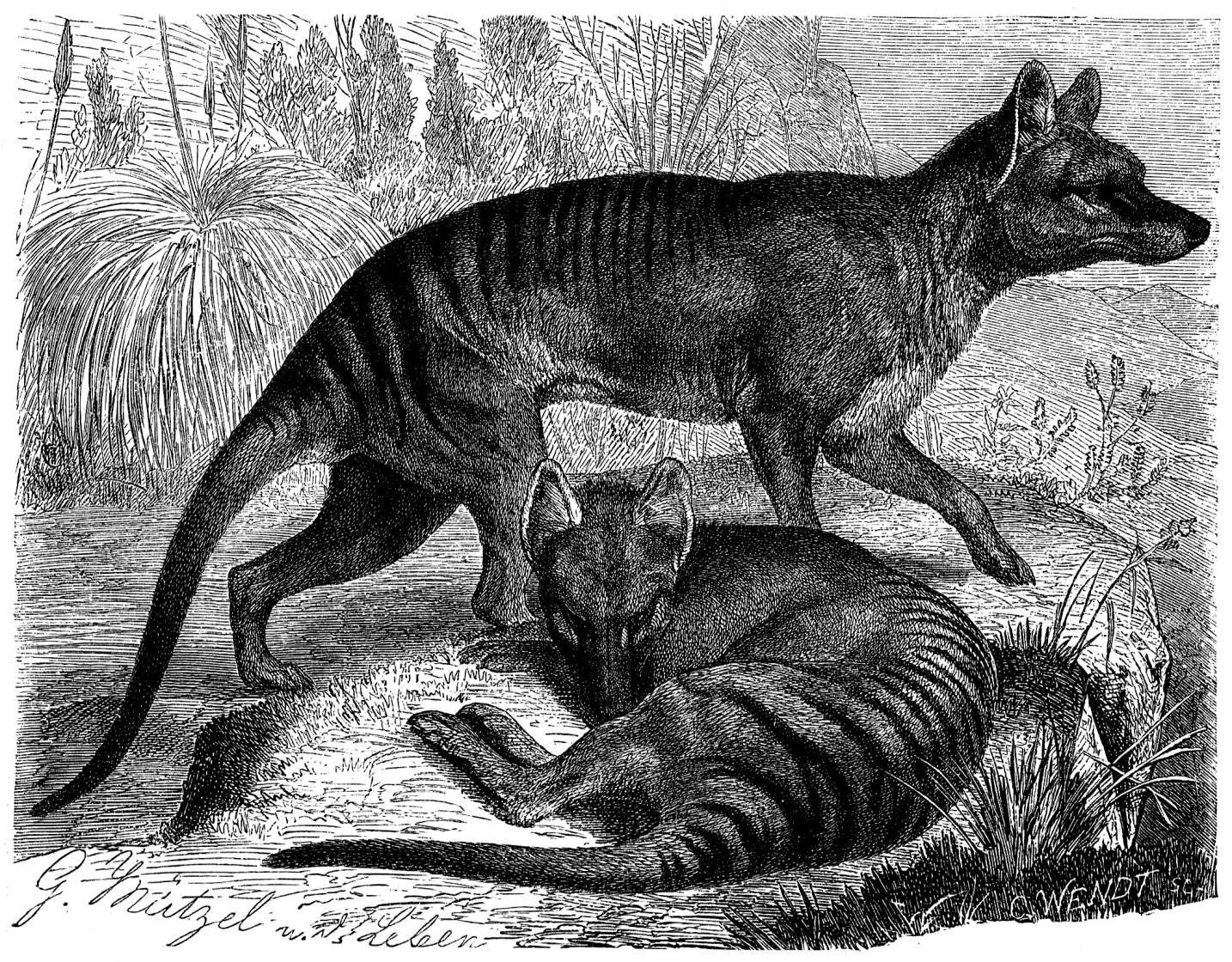
O lobo-da-tasmânia.

O lobo-da-tasmânia foi o membro da ordem Dasyuromorphia de maiores dimensões e a última espécie viva da família Thylacinidae. No entanto, o último espécimen conhecido morreu em cativeiro em 1936. O marsupial carnívoro de maiores dimensões actualmente existente é o diabo-da-tasmânia: possui o tamanho de um cão pequeno e são detritívoros, embora também possam caçar. Extinguiu-se na Austrália há cerca de 600 anos, mas sobrevive na Tasmânia. Existem quatro espécies de gatos-marsupiais (ou gato nativos), todas ameaçadas. O resto dos membros da família Dasyuridae são os chamados ratos marsupiais, sendo que a maioria pesam menos de 100 gramas. Existem duas espécies de toupeiras marsupiais, representantes da ordem Notoryctemorphia, que habitam os desertos do leste da Austrália. São animais carnívoros, cegos e surdos, de hábitos subterrâneos conhecendo-se muito pouco sobre estes.
Os marsupiais omnívoros incluem os bandicoots e os bilbies, dentro da ordem Peramelemorphia. Existem sete espécies na Austrália, a maioria das quais estão em perigo. São pequenas criaturas com algumas características físicas de destaque: um focinho longo e delicado num corpo com dorso arqueado, pernas estreitas, grandes orelhas erectas e uma cauda estreita. A origem evolutiva deste grupo é incerta, pois conjugam características de marsupiais carnívoros e herbívoros.

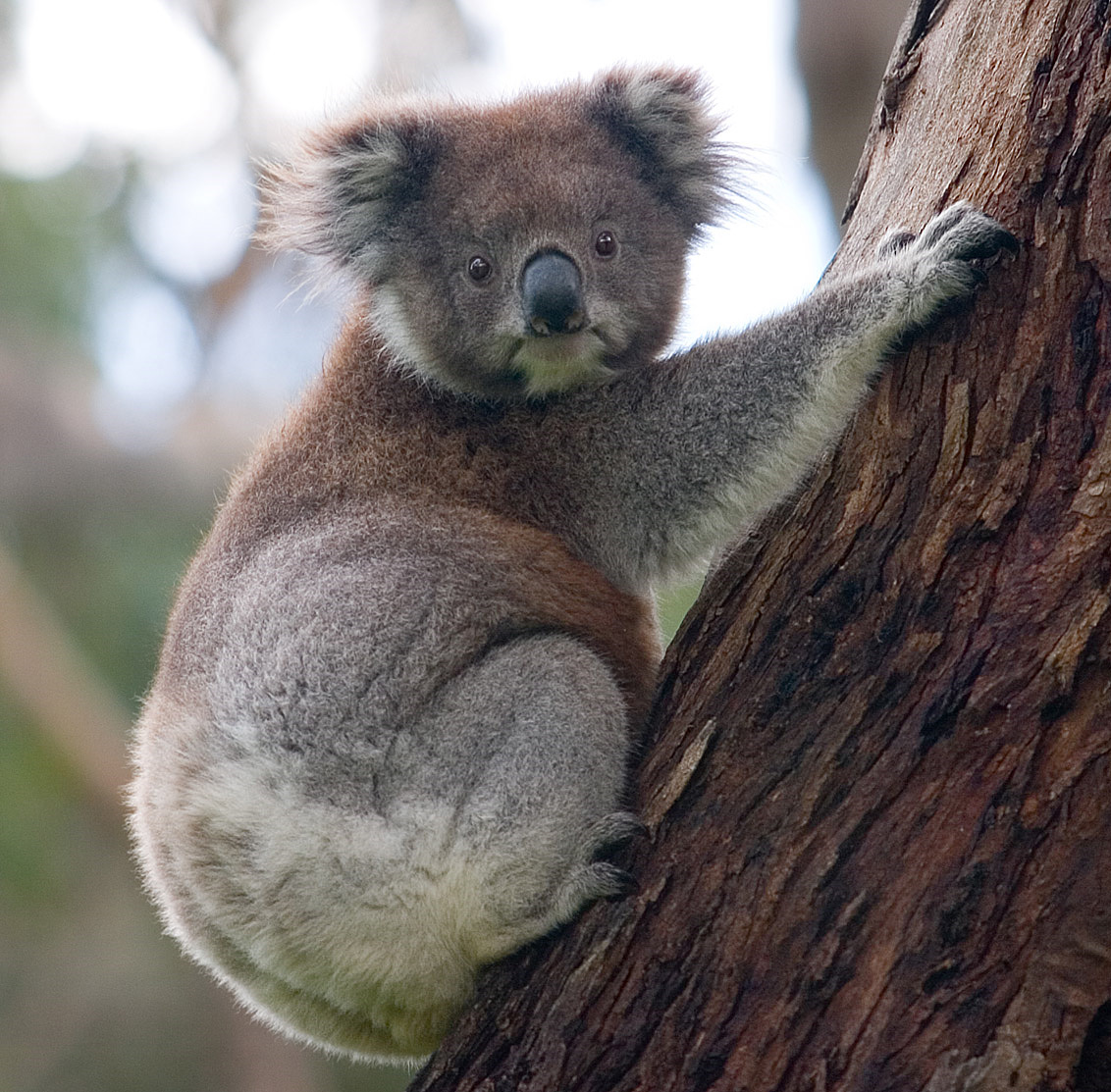
O coala não necessita de beber visto se hidratar comendo folhas de eucalipto.

Os marsupiais herbívoros são classificados dentro da ordem Diprotodontia, que engloba as subordens Vombatiformes, Phalangeriformes e Macropodiformes. Um dos marsupiais australianos mais populares, o coala, é uma espécie arbórea que se alimenta das folhas de eucaliptos, dos quais existem cerca de 120 espécies. Os wombats, por sua vez, vivem no solo e alimentam-se de gramíneas, ciperáceas e todo o tipo de raízes. Os wombats utilizam os seus dentes frontais semelhantes aos dos roedores e as suas poderosas garras para escavarem grandes sistemas de tocas. São essencialmente crepusculares e nocturnos.
Os Phalangeriformes incluem os possums, um grupo diverso de marsupiais arbóreos, incluídos em seis famílias e 26 espécies. Variam em tamanho desde a espécie Cercartetus lepidus, com 7 gramas, e as espécies Pseudocheirus peregrinus e Trichosurus vulpecula, similares em porte a um gato doméstico. As espécies Petaurus breviceps e Petaurus norfolcensis são possumss planadores comuns: habitam os bosques de eucaliptos do leste australiano. A espécie Acrobates pygmaeus é a espécie mais pequena de possum planador. Todos eles possuem membranas, denominadas patagium, que se estendem desde o quinto dedo do membro anterior até ao primeiro dedo do membro posterior, do mesmo lado corporal. Estas membranas, estendidas, permitem-lhes planar aquando dos seus saltos entre árvores vizinhas.

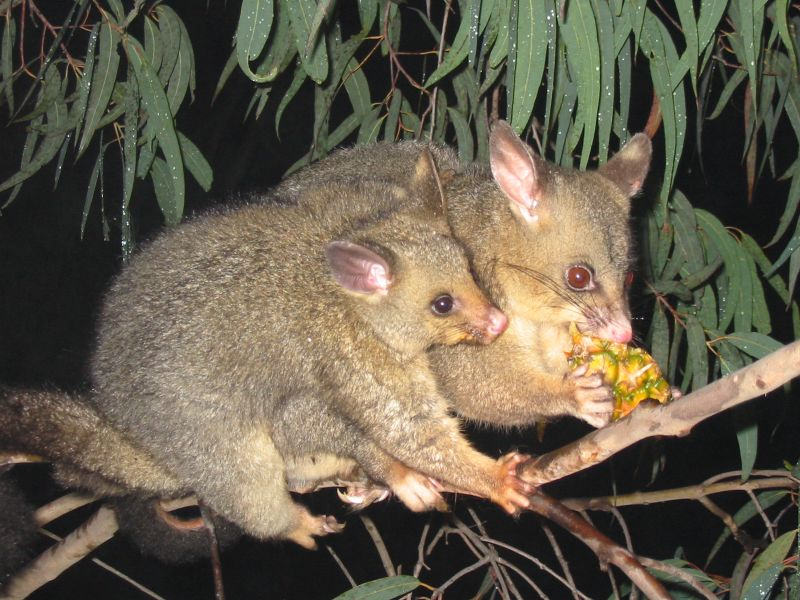
Possum da espécie Trichosurus vulpecula.

Os Macropodiformes dividem-se em três famílias, todas presentes nos habitats australianos salvo nas zonas de clima alpino: a família Hypsiprymnodontidae, com a espécie Hypsiprymnodon moschatus como única representante; a família dos ratos-canguru (Potoroidae), com dez espécies; e a família Macropodidae, que possuía 53 espécies na Austrália mas cujo número diminuiu devido a extinções. A família Potoroidae inclui espécies de pequenas dimensões que escavam tocas e transportam material vegetal com as duas caudas. A família Macropodidae inclui os cangurus, os wallabees e espécies relacionadas; as suas dimensões variam consideravelmente. A maioria dos macrópodes são bípedes, com uma locomoção eficiente energicamente, baseada em saltos. Possuem caudas muito musculosas e uns grandes membros posteriores com pés compridos e estreitos. Os pés possuem uma estrutura distintiva com quatro dedos, enquanto que as patas dianteiras possuem cinco dedos separados. A espécie Hypsiprymnodon moschatus é o macrópode de menores dimensões e a única espécie não bípede. O canguru-vermelho é o maior dos macrópodes, com uma altura de aproximadamente 2 metros e um peso que pode chegar aos 85 kg.

### Mamíferos placentados

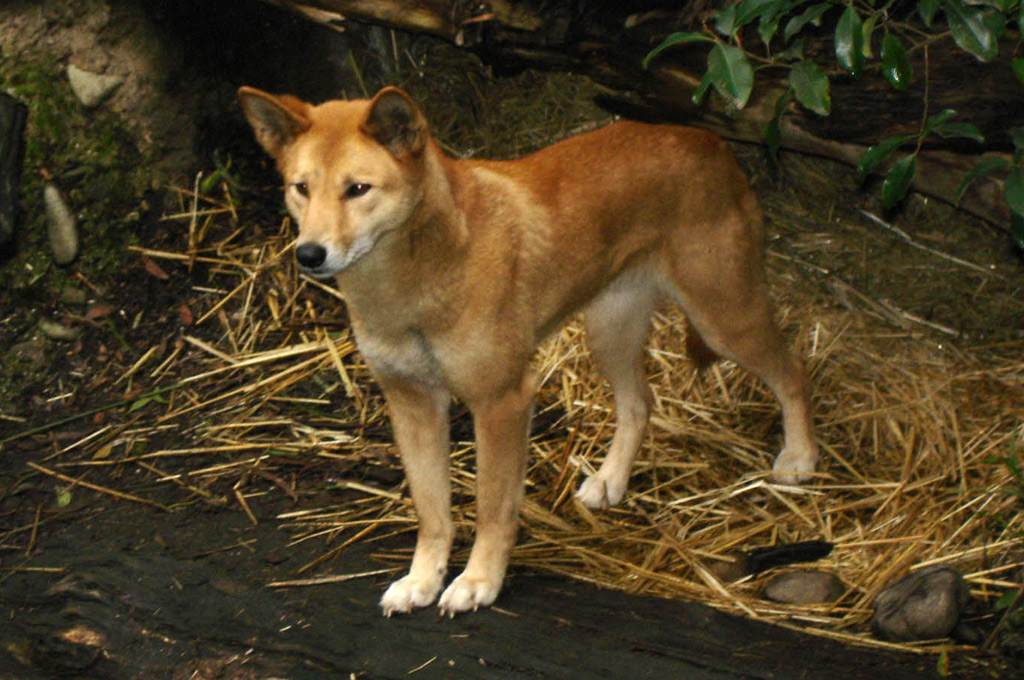
O dingo foi o primeiro placentado introduzido por humanos na Austrália.

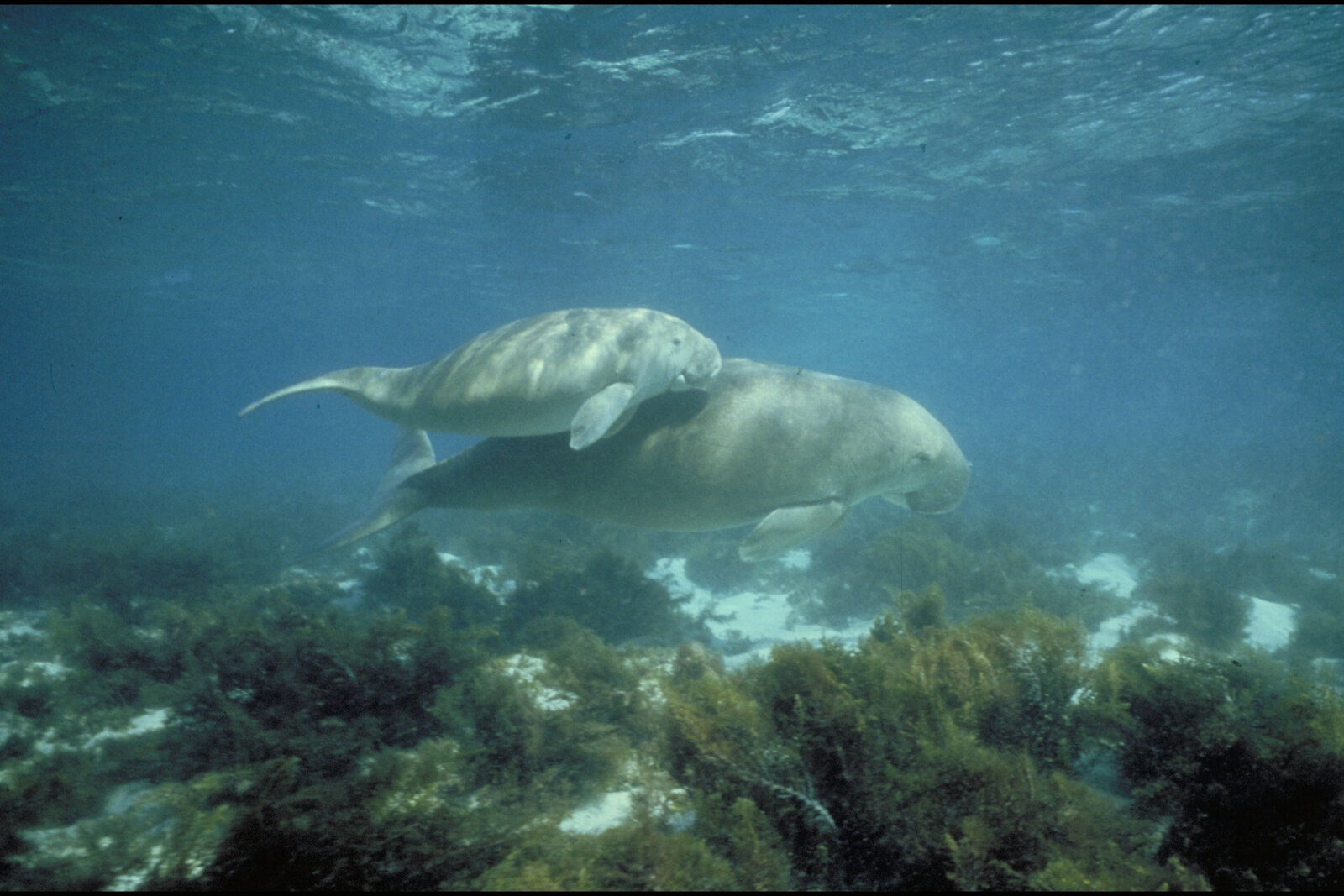
O dugongo é uma espécie ameaçada. A maior população encontra-se em águas australianas

A Austrália alberga duas ordens de mamíferos placentados autóctones: os morcegos, ordem Chiroptera, representados por seis famílias, e os roedores da família Muridae. A colonização por parte dos morcegos e roedores é relativamente recente. Os morcegos vieram provavelmente da Ásia e só há 15 milhões de anos começaram a aparecer no registo fóssil. Ainda que 7% de todas as espécies de morcegos vivam na Austrália, somente existem dois géneros endémicos. Os roedores chegaram à Austrália durante duas propagações: a primeira, há 10 milhões de anos, que deu lugar aos chamados roedores ancestrais, endémicos, representados por catorze géneros extintos; e a última, há um milhão de anos, na qual os ratos penetraram no continente, a partir da Nova Guiné, e que permitiu a sua evolução até se formarem sete espécies do género Rattus, chamadas colectivamente de roedores modernos.
Desde a chegada dos humanos que alguns placentados foram introduzidos na Austrália, sendo que uma parte tornou-se selvagem. O primeiro foi o dingo, que foi trazido pelo povo do norte para a Austrália, segundo o registo fóssil, há cerca de 5 mil anos. Quando os europeus colonizaram a Austrália, libertaram conscientemente algumas espécies na natureza, como o coelho europeu, a raposa e a lebre. Outras espécies domésticas escaparam e tornaram-se selvagens, como o gato, várias espécies de cervídeos, o gamo, o cavalo, o porco, a cabra, o búfalo, o antílope e o dromedário. Para além das referidas, houve três espécies alóctones introduzidas de forma involuntária: o rato-doméstico, o rato-preto e o rato-marrom.
Quarenta e seis espécies de mamíferos marinhos da ordem Cetacea podem ser encontrados nas águas costeiras australianas, mas a maioria possui uma distribuição muito mais ampla, pelo que alguns autores não as consideram espécies australianas. Existem nove espécies de baleias, incluindo a baleia-jubarte. Existem 37 espécies de baleias dentadas, incluídas em seis géneros da família Ziphiidae, e 21 espécies de golfinhos oceânicos, incluindo uma espécie descrita em 2005 denominada Orcaella heinsohni. Alguns delfinídeos de água salgada, como as orcas, têm uma distribuição cosmopolita em torno de todo o continente; outras, como a espécie Orcaella brevirostris, estão confinadas às águas temperadas do norte do continente. O dugongo, da ordem Sirenia, é uma espécie ameaçada que habita as águas do nordeste e noroeste da Austrália, especialmente no Estreito de Torres. Esta espécie pode crescer em comprimento até aos 3 m e chegar a pesar 400 kg. Curiosamente, é o único mamífero marinho unicamente herbívoro da Austrália, pois alimenta-se de pradarias de fanerogâmicas marinhas, plantas com flor, das famílias Posidoniaceae, Zosteraceae, Hydrocharitaceae e Cymodoceaceae. Portanto, a conservação de ditas pradarias é fundamental para a sobrevivência da espécie.
Dez espécies de focas e leões-marinhos, representantes da ordem Pinnipedia, habitam na costa oeste da Austrália e nos territórios subantárticos australianos.

## Aves

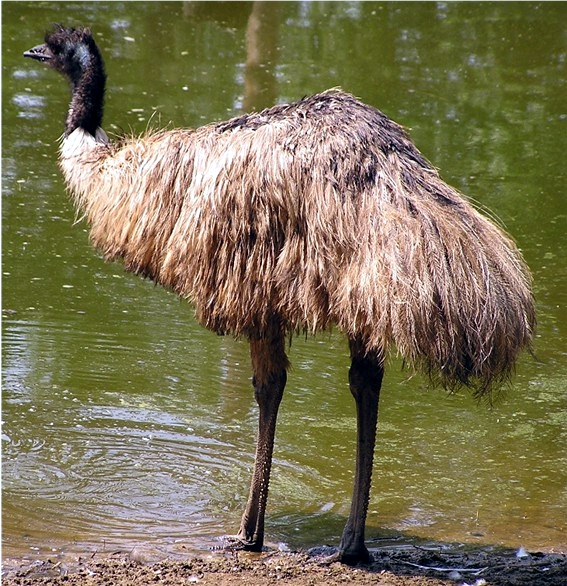
O emu é a segunda maior espécie de ave actual. Aparece na heráldica australiana, juntamente com o canguru-vermelho.

A Austrália abriga mais de 800 espécies de aves, das quais cerca de 350 são endêmicas da região zoogeográfica da Australásia, que agrupa a Austrália, Nova Guiné e Nova Zelândia. O registo fóssil de aves na Austrália é incompleto. No entanto, existem registros dos antepassados das espécies contemporâneas no Oligocénico superior . As aves relacionadas com a história geológica do supercontinente Gondwana incluem: as aves não voadoras (ratites), como o emu e o casuar da espécie Casuarius casuarius; os membros da família Megapodiidae como as espécies Leipoa ocellata e Alectura lathami; e um grande grupo de aves da ordem Psittaciformes. Este grupo Psittaciformes existentes na Austrália compreende a sexta parte da diversidade mundial da ordem, incluindo uma apreciável parte das cacatuas e galahs, além dos periquitos australianos e das calopsitas. As kookaburras são os representante de maior tamanho da família Alcedinidae e cujas vocalizações, semelhantes a gargalhadas humanas, podem se ouvidas a grande distância.
Os pássaros da Austrália incluem membros de vários grupos taxonómicos: melifagídeos, rouxinóis australianos, os géneros Acanthiza e Pardalotus, pássaros-lira, aves-do-paraíso e membros das famílias Climacteridae, Ptilonorhynchidae, Troglodytidae e Artamidae. Na Austrália existe uma espécie Ptilonorhynchus violaceus que fascina os etólogos: apresenta um complexo cortejo nupcial na qual os machos criam uma espécie de jardim colorido para atrair outros rivais e, é claro, as fêmeas, que avaliam a complexidade da estrutura e a possibilidade de acasalamento.
São relativamente recentes as colonizações procedentes da Eurásia: andorinhas, cotovias, tordos, fuinhas, pássaros-de-sol e aves de rapina, como a espécie Aquila audax. Algumas espécies foram introduzidas por humanos: por exemplo, o pintassilgo-comum e o verdilhão, que coexistem pacificamente com as espécies autóctones. Outras, como o estorninho-comum, o melro-preto, o pardal-doméstico e o mainá, são espécies destrutivas e desestabilizadoras do ecossistema nativo.
Cerca de 200 espécies de aves marinhas vivem na costa australiana, incluindo espécies migratórias, sendo que a Austrália é o limite meridional da via asiática de migração de aves aquáticas, que se estende da Rússia e Alasca pelo Sudeste asiático até à Austrália e Nova Zelândia. Cada ano, cerca de dois milhões de aves empregam esta rota para chegar à Austrália. Uma ave frequente é o pelicano-australiano, que pode ser encontrado na maioria dos corpos de água. O pinguim-azul é o único pinguim que procria na Austrália.

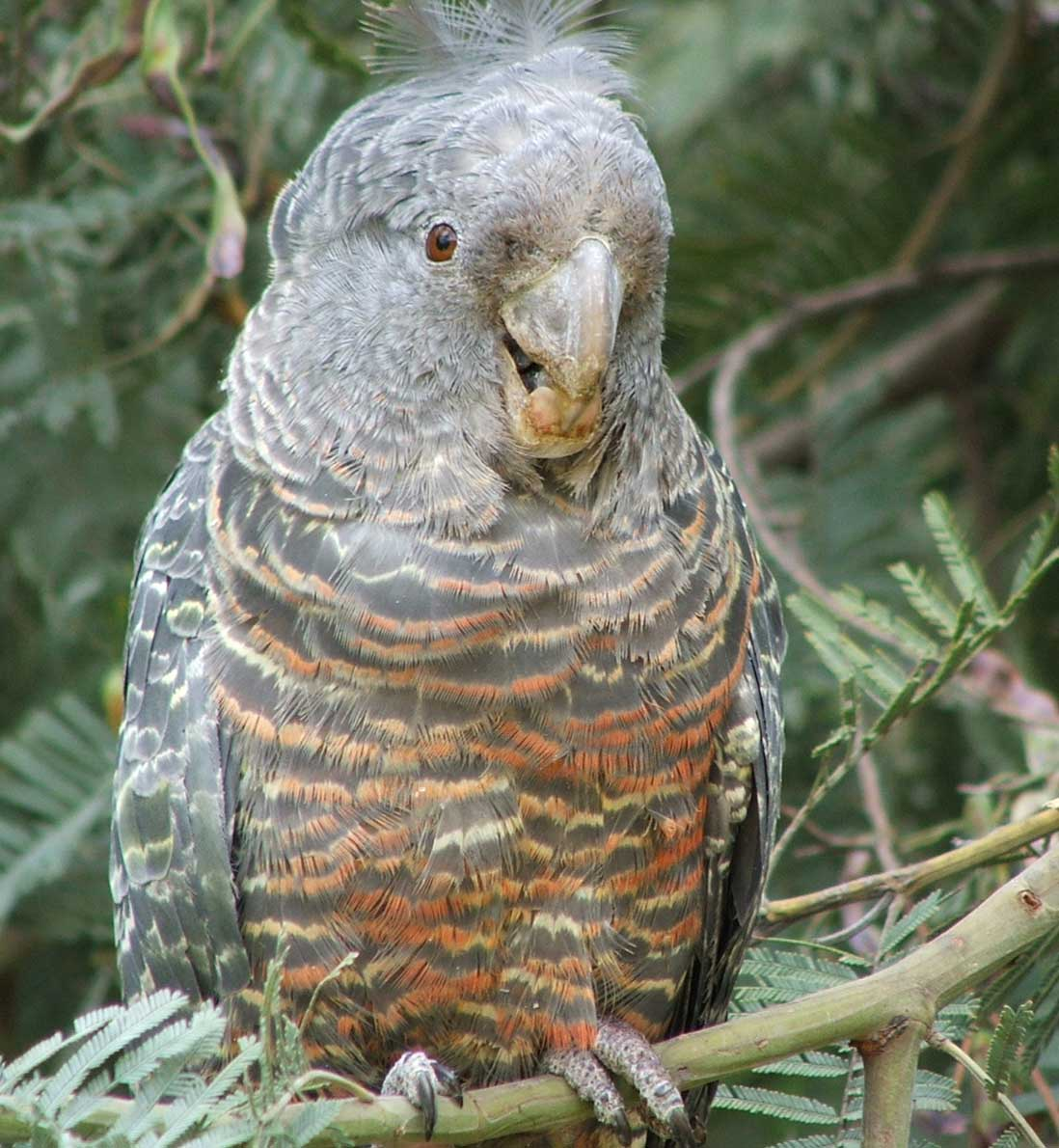
Uma fêmea de cacatua da espécie Callocephalon fimbriatum.
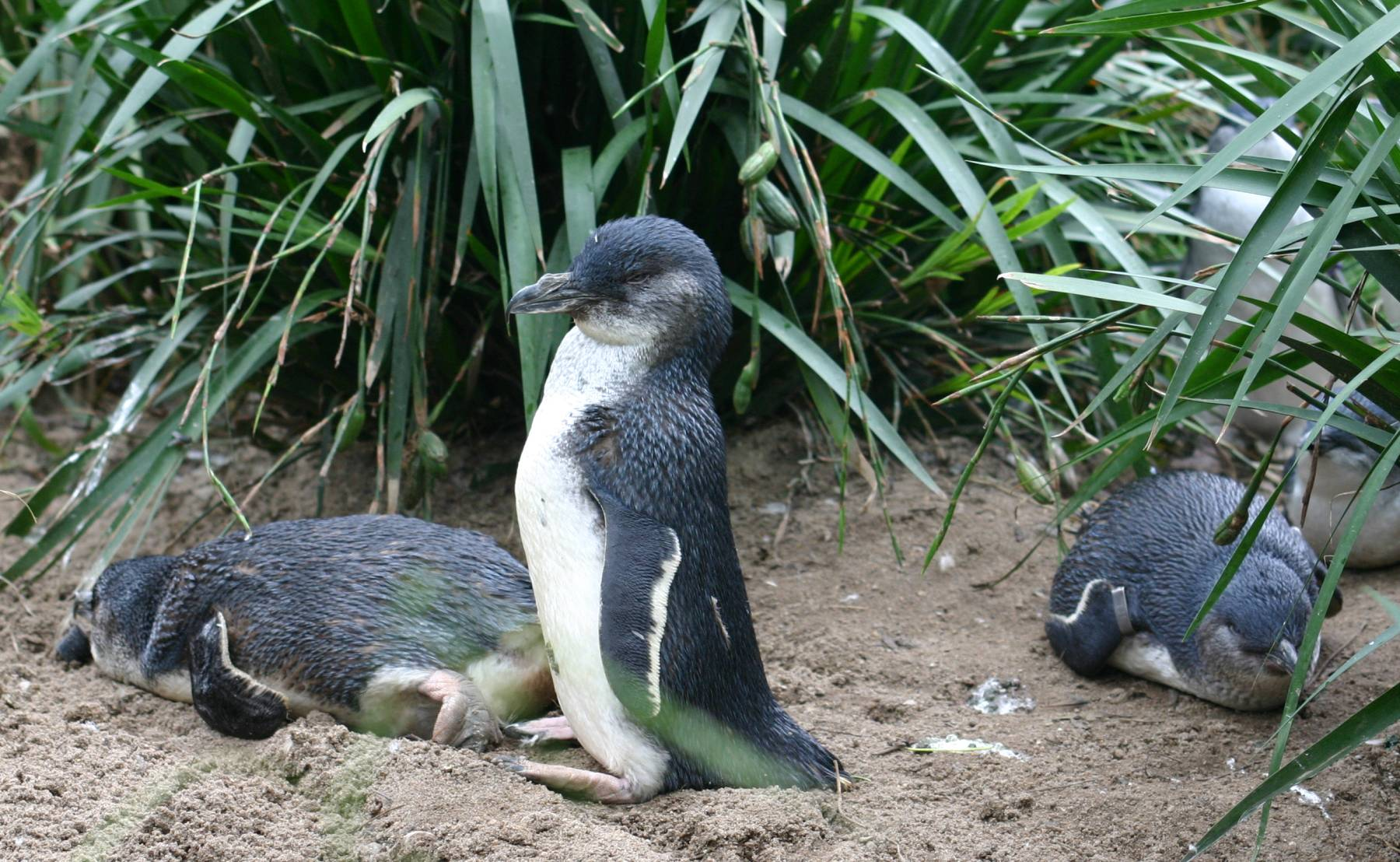
Pinguins-azuis, Eudyptula minor, num zoo de Melbourne.

## Anfíbios e répteis

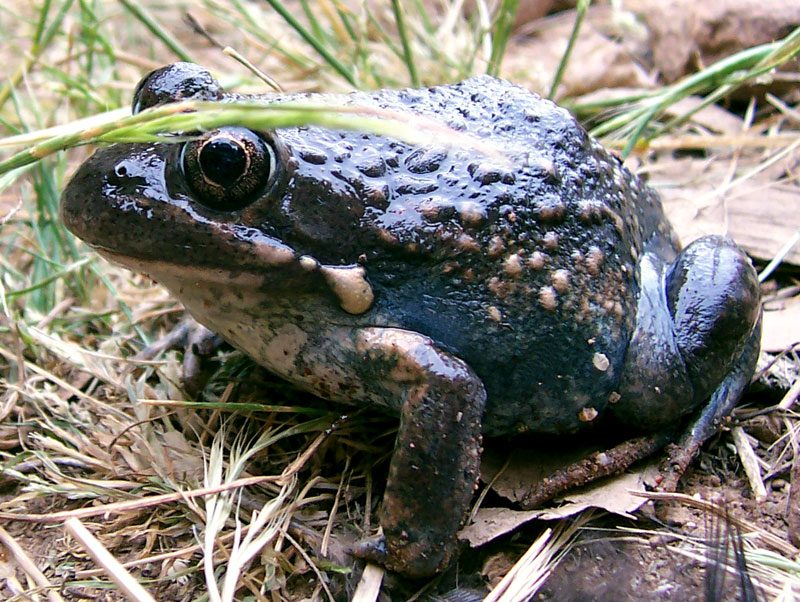
Limnodynastes dumerilli, um anuro frequente no leste da Austrália.

A Austrália possui quatro famílias de rãs nativas e uma espécie de sapo introduzida, o sapo-cururu. Em 1935, este sapo foi introduzido de maneira intencional, com vista a controlar as pragas de plantações de cana-de-açúcar. Em pouco tempo, ela própria se converteu numa praga, proliferando no norte australiano. Para competir com os insectívoros nativos, este sapo produz um veneno tóxico para a fauna nativa, assim como para os humanos. Os membros da família Myobatrachidae, o rãs meridionais, são o maior grupo de rãs australianas, com 120 espécies em 21 géneros distintos. Um representante notável é o género Pseudophryne, com espécies como Pseudophryne corroboree e Pseudophryne pengilleyi, rãs de aspecto colorido e que estão ameaçadas. As rãs arbóreas, da família Hylidae, também são comuns em zonas de elevada pluviosidade das costas leste e norte da Austrália, sendo representadas por 77 espécies, em três géneros. A distribução de 18 espécies de dois géneros da família Microhylidae restringe-se às selvas tropicais: a espécie com espécimens mais diminutos, Cophixalus exiguus, pertence a esta família. Ocorrem também algumas espécies do grupo de anuros dominante a nível mundial, a família Ranidae: a espécie Rana daemeli, só pode ser encontrada em zonas muitos húmidas de Queensland. Como em outras regiões, o decréscimo do nível de precipitação está a provocar um declínio das populações de anfíbios. Este declínio também é devido a uma micose provocada pelo fungo Batrachochytrium dendrobatidis e que afecta a classe Amphibia a nível global.

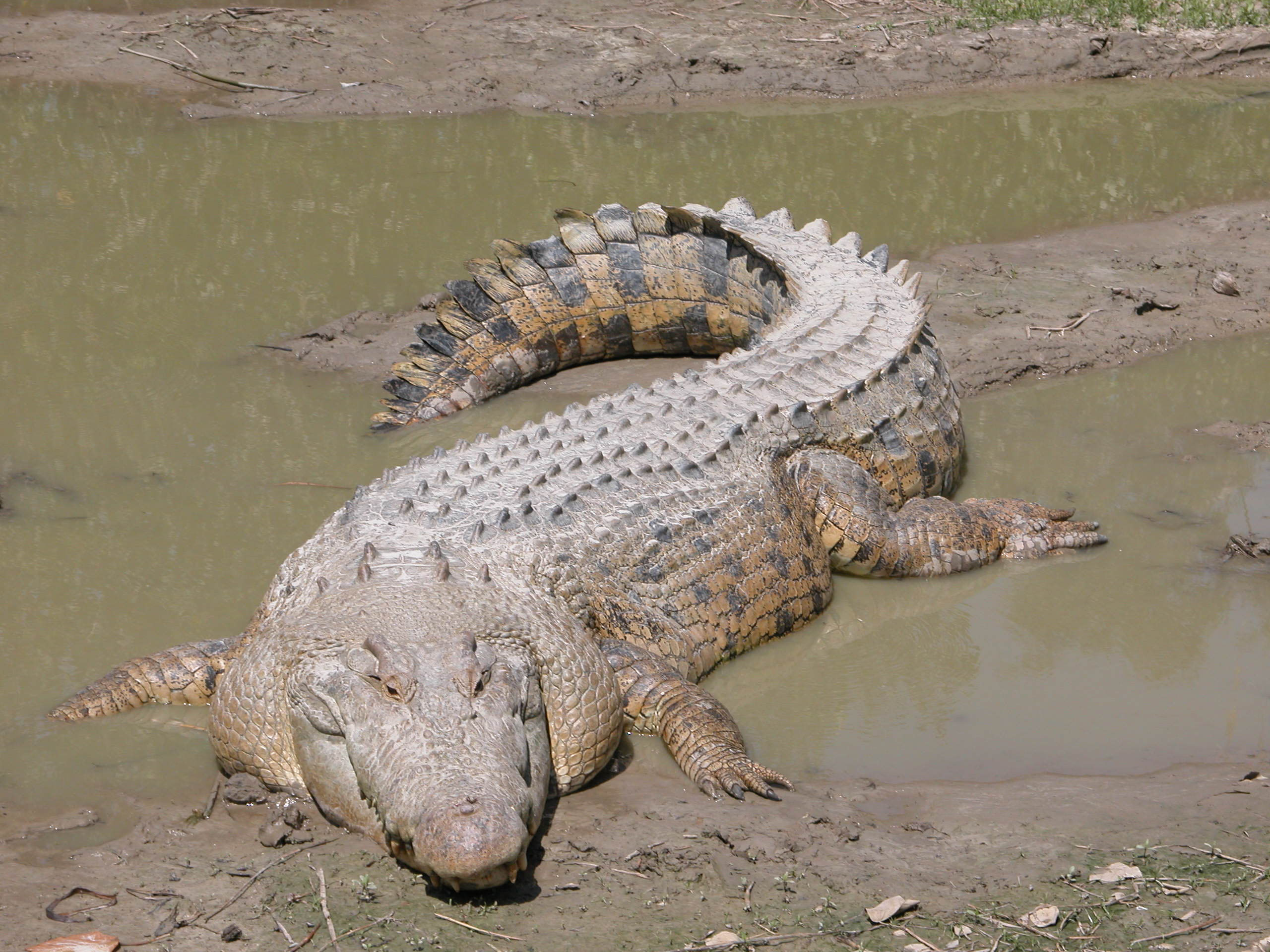
O crocodilo-de-água-salgada é o crocodilo de maiores dimensões de todo mundo.

A Austrália possui crocodilos marinhos e de água doce. Os marinhos, como a espécie Crocodylus porosus, são as espécies de crocodilo de maior tamanho actualmente existentes. Podem alcançar até 7 m de comprimento e 1000 kg de massa, pelo que são mesmo capazes de matar seres humanos. Distribuem-se por habitats costeiros e em estuários. Também são criados em cativeiro com vista à obtenção de carne e peles. Os crocodilos de água doce, distribuídos pelo norte da Austrália, não são considerados perigosos para os humanos.
A costa australiana é visitada por seis espécies de tartarugas marinhas: Natator depressus, Chelonia mydas, Eretmochelys imbricata, Lepidochelys olivacea, Caretta caretta e Dermochelys coriacea. Todas elas estão sob algum estatuto de protecção em águas australianas. Ocorrem 29 espécies de tartaruga de água doce, procedentes de 8 géneros da família Chelidae. A Austrália e a Antártida são os únicos continentes carentes de espécies de tartarugas da ordem Testudines.

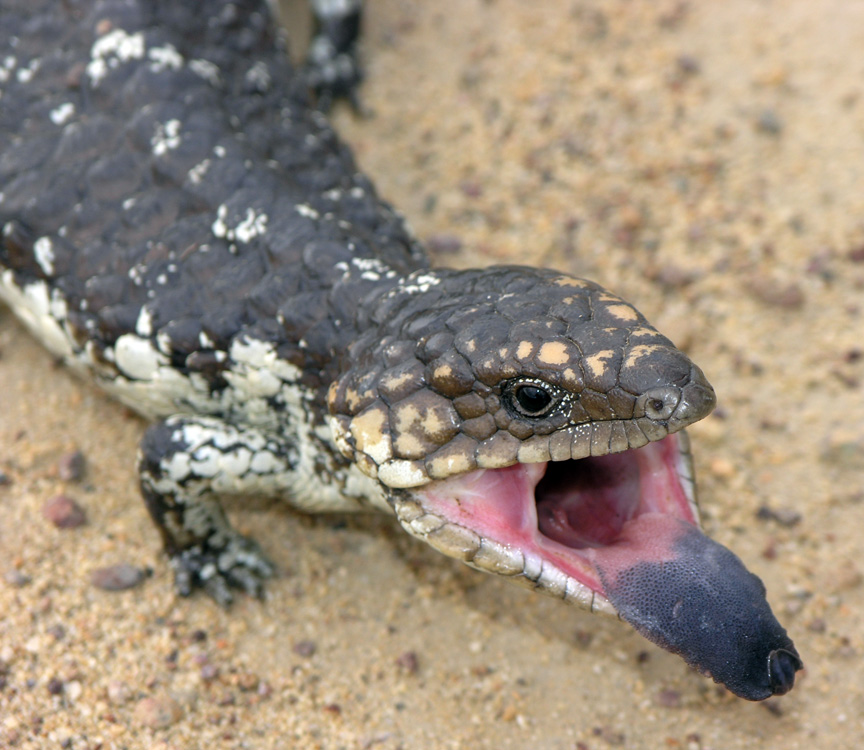
O lagarto da espécie Tiliqua rugosa, uma das maiores da família Scincidae.

A Austrália é o único continente onde o número de serpentes venenosas excede o de seus parentes não venenosos. As serpentes presentes na Austrália estão distribuídas por sete famílias. As serpentes mais venenosas são as das espécies Oxyuranus microlepidotus e Pseudonaja textilis e as dos géneros Oxyuranus e Notechis, todas pertencendo à família Elapidae. Das 200 espécies de elapídeos, 86 só se encontram na Austrália. Trinta e três serpentes marinhas da família Hydrophiidae, habitam as águas setentrionais da Austrália. Algumas delas são extremamente venenosas. Duas espécies de serpentes marinhas da família Acrochordidae também ocorrem em águas australianas. A Austrália possui também 11 espécies da família Colubridae, a mais comum a nível mundial, representando uma pequena porcentagem da sua diversidade. Trata-se, no entanto, de espécies não endémicas e a sua chegada foi recente. Também ocorrem 15 espécies de boas e 31 espécies insectívoras da família Typhlopidae.
Existem mais lagartos na Austrália que em qualquer outro lugar do mundo, sendo representados por cinco famílias. Existem 114 espécies em 18 géneros da família Gekkonidae, distribuídos por todo o continente. A família Pygopodidae, endémica da região australiana, é representado por 34 espécies em oito géneros. A família Agamidae possui 66 espécies em 13 géneros, sendo representada por espécies como diabo espinhoso, Pogona barbata e Chlamydosaurus kingii. Possui 28 espécies de varanos, sáurios da família Varanidae, dos quais se destaca a espécie Varanus giganteus, cujos exemplares alcançam os 2 m de comprimento. Por último, existem 359 espécies da família Scincidae, procedentes de 38 géneros, que correspondem a 50% da fauna de lagartos da Austrália.

## Peixes

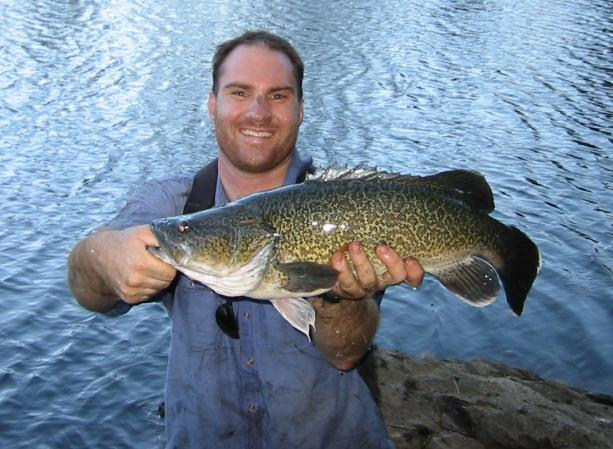
Maccullochella peelii peelii é o maior peixe australiano de água doce.

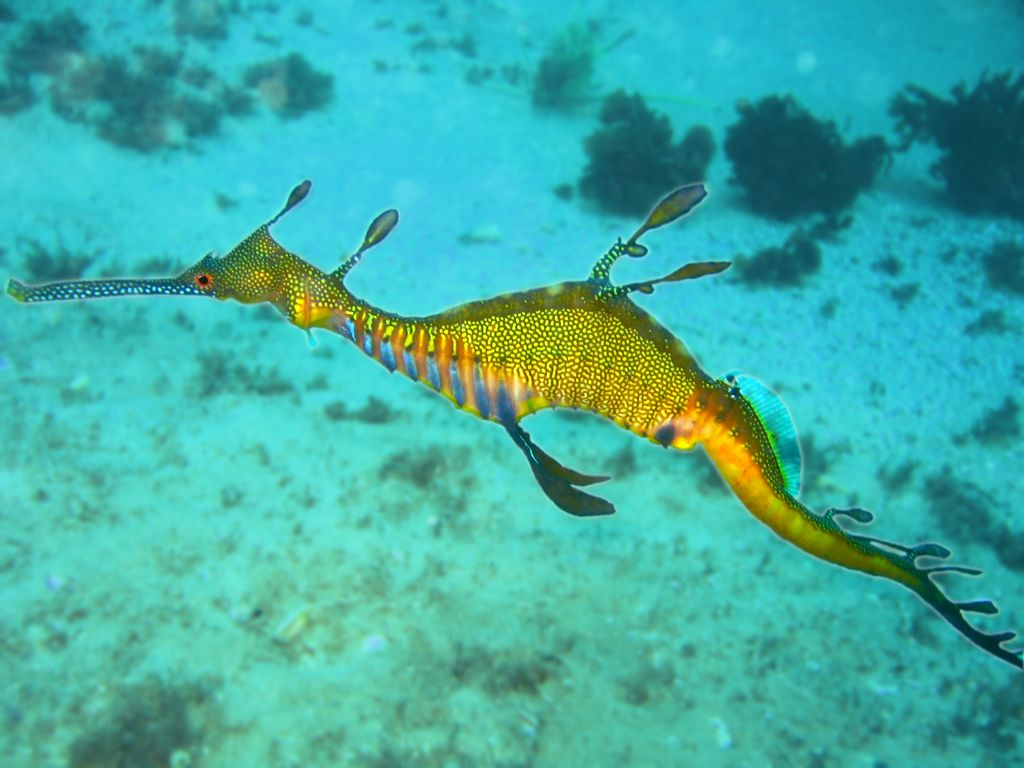
A espécie Phyllopteryx taeniolatus, relacionada com o cavalo-marinho, é frequente no sudeste australiano.

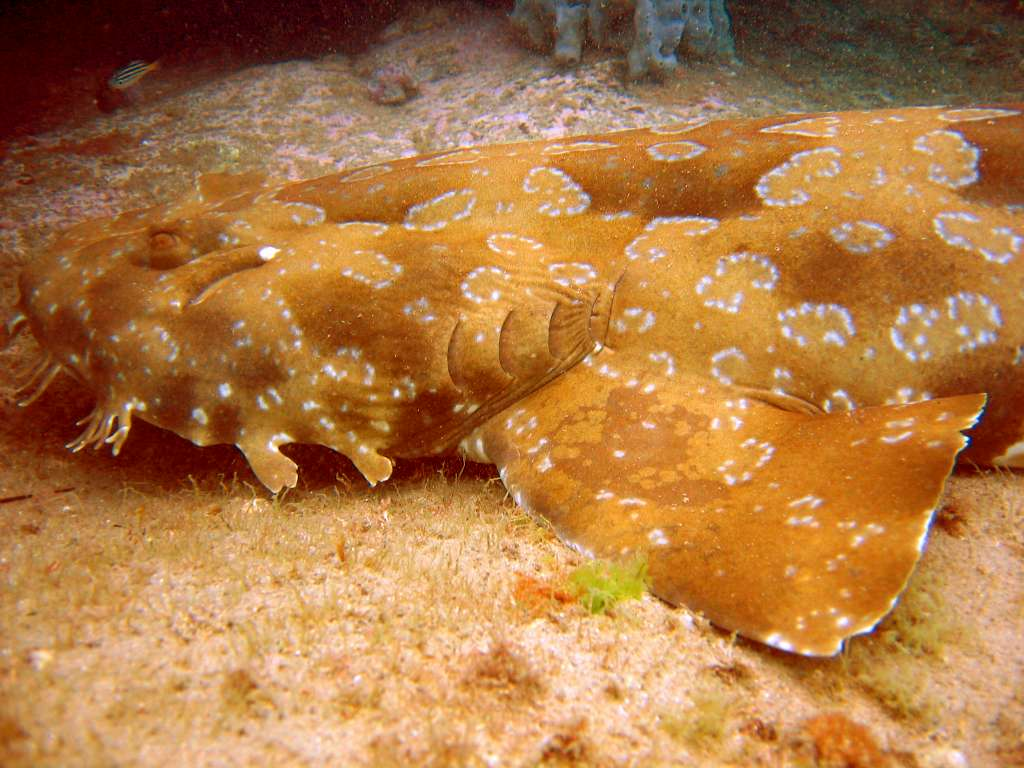
Os tubarões da família Orectolobidae podem atingir os 3,2 m de comprimento.

A Austrália alberga mais de 4400 espécies de peixe. Destas, 90% são endémicas. No entanto, dada a escassez de rios no continente, só possui 170 espécies de peixes de água doce. Duas das famílias de peixes de água doce são filogeneticamente antigas: Osteoglossidae e Ceratodontidae,peixes pulmonados que evoluiram antes da desagregação do supercontinente Gondwana. Uma das espécies de água doce de menor tamanho do oeste australiano, Lepidogalaxias salamandroides, pode sobreviver à dessecação estival, enterrado nos sedimentos. Outras famílias que tiveram a sua origem possivelmente no Gondwana são: Retropinnidae, Galaxiidae, Aplochitonidae e Percichthyidae. Descontando estas espécies de grande antiguidade, 70% da ictiofauna australiana de água doce, tem semelhanças com espécies da ictiofauna marinha indopacífica que se adaptaram a água doce. Não obstante, a evidência fóssil indica que muitas destas espécies de água doce sejam antigas. Nestas espécies de água doce incluem-se as lampréias, peixes-gato, clupeídeos, melanotaenídeos e cerca de 50 espécies da família Eleotridae. Outras espécies de água doce, nativas, são: Lates calcarifer, Maccullochella peelii peelii e a perca-dourada (Macquaria ambigua). Duas espécies de tubarão de água doce, que estão ameaçadas, também se encontram na zona setentrional.
São frequentes cinco espécies exóticas de peixes de água doce, como a truta-comum, a truta-das-fontes, a truta arco-íris, o salmão-do-atlântico, o Salmão-real, a perca-europeia, a carpa e o peixe-mosquito, todas elas introduzidas por humanos. Esta última é particularmente agressiva, pois ataca as barbatanas de outros peixes. Este comportamento foi relacionado com a extinção local de algumas espécies nativas. A introdução de trutas alóctones tem provocado um impacto muito negativo nas espécies fluviais, como é caso das espécies Maccullochella macquariensis, Macquaria australasica e os membros do género Galaxias, assim como sobre alguns anuros. As carpas estão grandemente implicadas na diminuição da vegetação dos cursos de água, no declínio de espécies nativas de pequenas dimensões e nos níveis elevados de turbidez que ocorrem na bacia hidrográfica Murray-Darling, no sudoeste australiano.
A maioria das espécies de peixe australianos são marinhas. Os grupos de maior interesse incluem as moreias, as famílias Holocentridae e Syngnathidae, e o género Hippocampus, cujos machos incubam os ovos numa bolsa especializada. Existem 80 espécies de garoupa, entre as quais cabe destacar o maior peixe ósseo do mundo, a garoupa-gigante, que pode alcançar os 2,7 m de comprimento e os 400 kg de peso. A família Carangidae, um grupo com 50 espécies, e a família Lutjanidae, são exploradas comercialmente. A Grande Barreira de Coral alberga uma diversidade enorme de peixes de recife de pequeno e médio tamanho, como por exemplo os das famílias Amphiprioninae, Chaetodontidae, Gobiidae, Tetraodontidae, Apogonidae, Labridae, Balistidae e Acanthuridae. Existem também peixes venenosos como o peixe-pedra, os peixes-balão e o peixe-leão vermelho, todos eles mortais para o ser humano. Existem também onze espécies venenosas de raias. A barracuda é uma das maiores espécies que vivem no recife. Pese embora toda esta riqueza, é desaconselhado o consumo de peixes que ocorrem neste habitat recifal, devido à possibilidade de envenenamento por ciguatera.
Os tubarões habitam as águas costeiras e de estuário. Ocorrem 166 espécies, pertencentes a distintos taxones: 30 da família Carcharhinidae, 32 da família Scyliorhinidae, 6 da família Orectolobidae e 40 da família Squalidae. Existem 3 espécies da família Heterodontidae: um exemplo é o género Heterodontus. Em 2004, ocorreram 12 ataques por tubarões na Austrália, dos quais dois tiveram um desenlace fatal. Somente três espécies de tubarão contactam significativamente com humanos: Carcharhinus leucas, Galeocerdo cuvier e Carcharodon carcharias. Algumas praias australianas encontram-se protegidas com redes contra tubarões, método que reduziu a população de espécies perigosas para o ser humano, mas também a de espécies inócuas. A pesca desmedida de tubarões diminuiu consideravelmente o seu número de efectivos, sendo que algumas espécies estam agora ameaçadas. Uma nova espécie, Megachasma pelagios, foi descoberta em 1998 numa praia do oeste australiano: pouco se conhece deste tubarão, mas esta descoberta pode indicar a sua presença habitual em águas costeiras australianas.

## Invertebrados
| Grupo taxonómico                     | Número estimado de espécies descritas | Número total estimado de espécies |
| ------------------------------------ | ------------------------------------- | --------------------------------- |
| Poríferos                            | 1416                                  | ~3500                             |
| Cnidários                            | 1270                                  | ~1760                             |
| Platelmintes                         | 1506                                  | ~10800                            |
| Acantocéfalos                        | 57                                    | ~160                              |
| Nemátodos                            | 2060                                  | ~30 000                           |
| Moluscos                             | 9336                                  | ~12 250                           |
| Anelídeos                            | 2125                                  | ~4230                             |
| Onicóforos                           | 56                                    | ~56                               |
| Crustáceos                           | 6426                                  | ~9500                             |
| Aracnídeos                           | 5666                                  | ~27 960                           |
| Insectos                             | 58 532                                | ~83 860                           |
| Equinodermes                         | 1206                                  | ~1400                             |
| Outros invertebrados                 | 2929                                  | ~7230                             |
| Modificado de: Williams et al. 2001. |                                       |                                   |

Das 200 mil espécies animais que estima-se existirem na Austrália, cerca de 96% são invertebrados. Apesar de os dados não serem totalmente precisos, pois a catalogação é exaustiva, considera-se que 90% dos insectos e moluscos sejam endémicos. Os invertebrados ocupam uma boa parte dos nichos ecológicos que sustentam o ecossistema, como decompositores, polinizadores ou como substrato da cadeia trófica superior. O grupo mais diversificado é o dos insectos, que se supõe representar 75% da fauna australiana conhecida. As ordens de insectos mais representadas são os coleópteros, como os escaravelhos, com 28.200 espécies; os lepidópteros, como as borboletass, com 20.816 espécies; os himenópteros, como as formigas ou as vespas, com 12.781 espécies; os dípteros, como as moscas e mosquitos, com 7.786 espécies; os hemípteros, como os afídeos, com 5.650 espécies; e os ortópteros, como os grilos e gafanhotos, com 2.827 representantes. As espécies introduzidas também possuem certa importância, como determinadas vespas, formigas das espécies Solenopsis invicta ou Anoplolepis gracilipes, ou a própria abelha melífera, que compete com as abelhas autóctones.

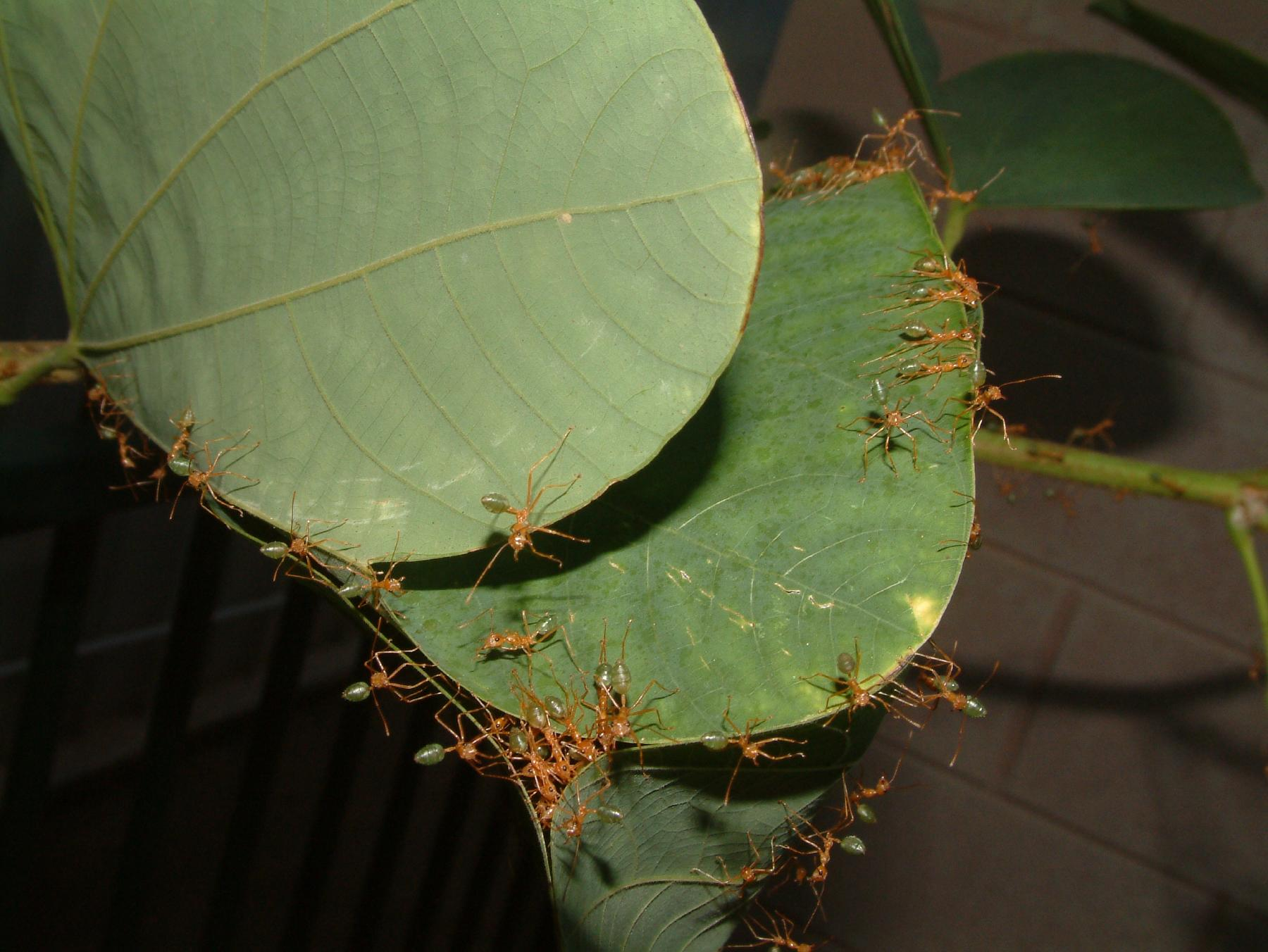
Existem 1.275 espécies de formigas descritas na Australia. A espécie Oecophylla smaragdina distribui-se na zona tropical e constrói ninhos em folhas.

A Austrália possui uma ampla variedade de aracnídeos, entre os quais se destacam 135 espécies de aranhas. Existem algumas muito venenosas, como as aranhas da família Hexathelidae e a espécie Latrodectus hasseltii, cujas mordeduras podem ser fatais para o ser humano. Existem centenas de espécies de ácaros. A Austrália também possui oito espécies de pseudoescorpiões e nove de escorpiões.
A classe Oligochaeta agrupa muitas famílias de vermes aquáticos, mas somente duas são terrestres: as famílias Enchytraeidae e Megascolecidae. Esta última inclui a maior lombriga de terra existente, da espécie Megascolides australis, típica de Gippsland, Victoria, que possui uma média de 80 cm de comprimento, sendo que alguns exemplares chegam a alcançar os 3,7 m.

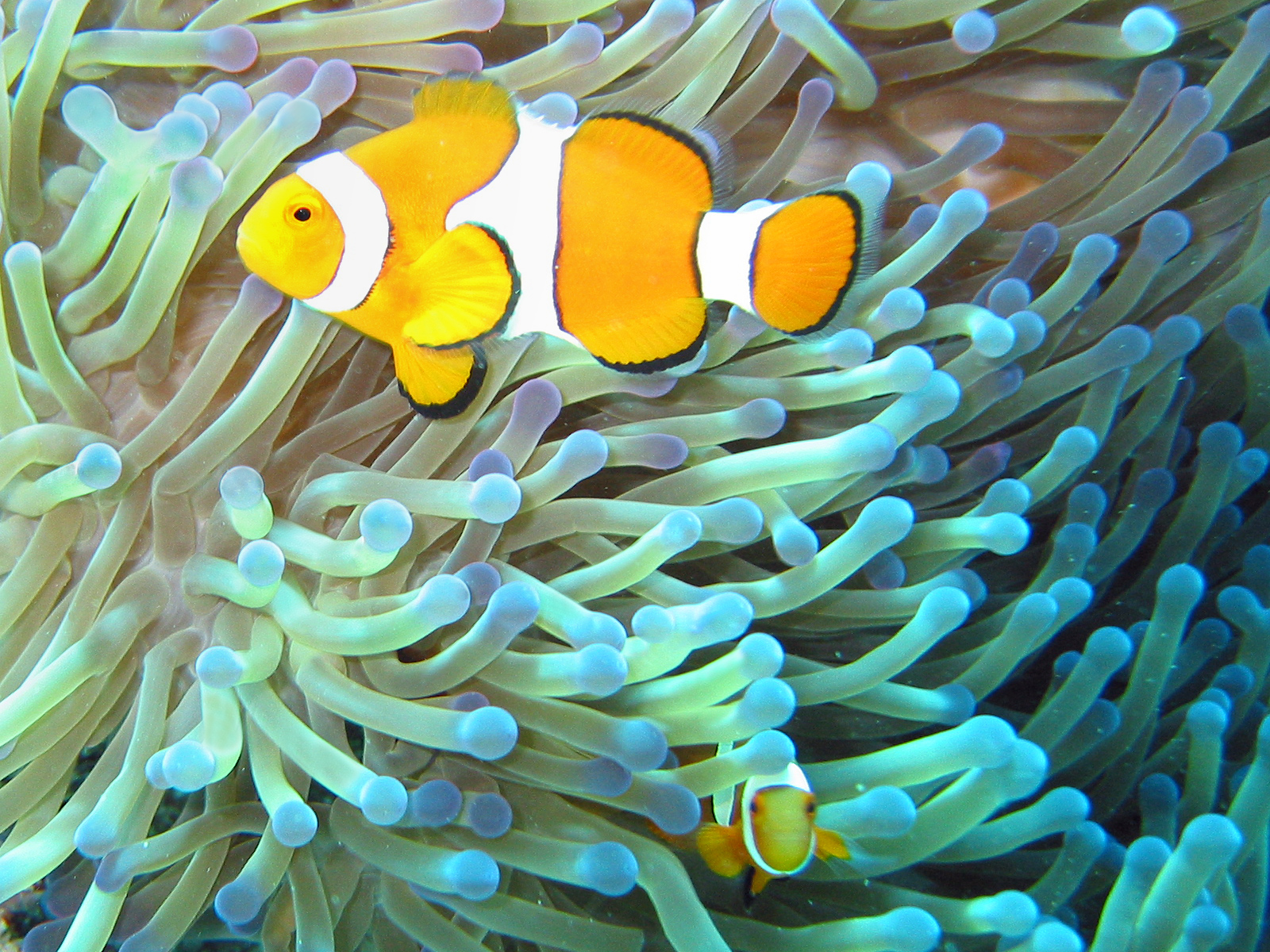
Um peixe-palhaço sobre a anémona Heteractis magnifica, na Grande Barreira de Coral.

A família Parastacidae, um grupo de crustáceos, inclui 124 espécies de água doce. Alberga a espécie de caranguejo fluvial de menores dimensões, da espécie Tenuibranchiurus glypticus, cujo comprimento máximo é de 30 mm; e a de de maiores dimensões, da espécie Astacopsis gouldi, que mede cerca de 76 cm de comprimento e alcança 4,5 kg de peso. O género Cherax incluia a espécie Cherax destructor, para além de espécies comerciais como a C. tenuismanus e a C. quadricarinatus. As espécies do género Engaeus, os caranguejos de rio terrestres, passam uma boa parte da sua existência em tocas em terra. A Austrália possui sete espécies do género Austrothelphusa, cujo sistema de tocas lhes permite sobrevivir a vários anos de seca. As espécies da família Anaspididae, existentes apenas na Tasmânia, apresentam características de exemplares conservados no registo fóssil datados de há 200 milhões de anos.

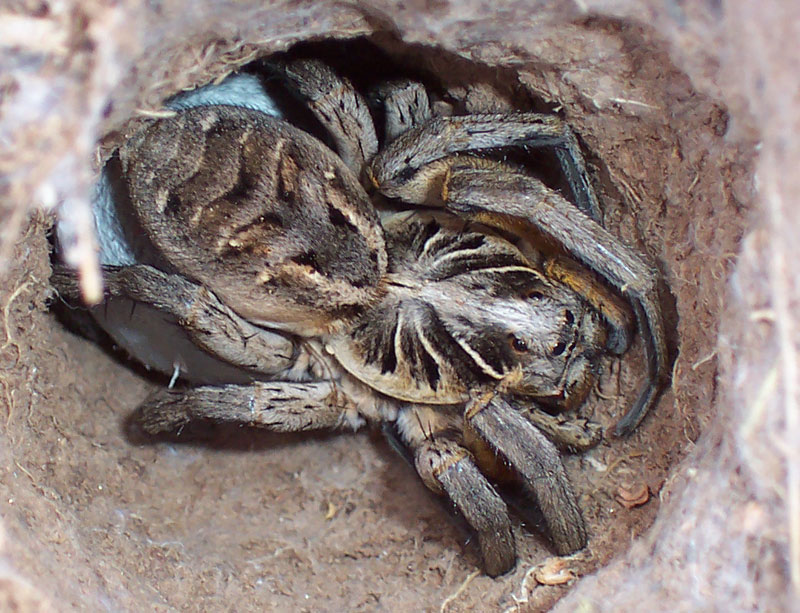
A tarântula Lycosa godeffroyi é comum na Austrália.

Uma grande variedade de invertebrados marinhos pode ser encontrada em águas australianas, com a Grande Barreira de Coral como estandarte da biodiversidade. Encontram-se poríferos, como as esponjas marinhas; cnidários como as medusas e os pólipos; ctenóforos, similares a medusas; equinodermes como as holotúrias, ouriços-do-mar e estrelas-do-mar; e moluscos como os caracóis e lesmas-do-mar, quítones, chocos, polvos e lulas. Dentro das espécies venenosas incluem-se Chironex fleckeri, um cubozoário, os polvos do género Hapalochlaena e os gastrópodes da família Conidae (cones), cujo contacto produz, em humanos, paragem respiratória e a morte. A espécie Acanthaster planci, uma estrela-do-mar, forma habitualmente populações de baixa densidade na barreira de coral; no entanto, por causas ainda não suficientemente conhecidas, pode reproduzir-se a uma grande velocidade e afectar a comunidade coralífera que a engloba. Esta proliferação provoca um grave problema na dinâmica de recife.
Existem muitos crustáceos únicos em águas australianas. A classe mais conhecida, Malacostraca, alberga algumas ordens e outras categorias taxonómicas representadas na Austrália, como os decápodos, os braquiúro, anomuros, caranguejos-eremitas, lagostas e os camarões. Os membros da superordem Peracarida, que inclui os anfípodes e isópodes, são mais diversos nas águas frias do sudeste australiano. Outros grupos zoológicos menos conhecidos são os Remipedia, Cephalocarida, Branchiopoda, Maxillopoda (que incluem as cracas, os copépodes, e os branquiúros) e os Ostracodes. As espécies mais chamativas incluem o segundo decápodo de maior tamanho, da espécie Pseudocarcinus gigas, que atinge os 13 kg de peso, e também algumas espécies da família Nephropidae, carentes de pinças, semelhantes a lagostas.

## Impacto humano e conservação

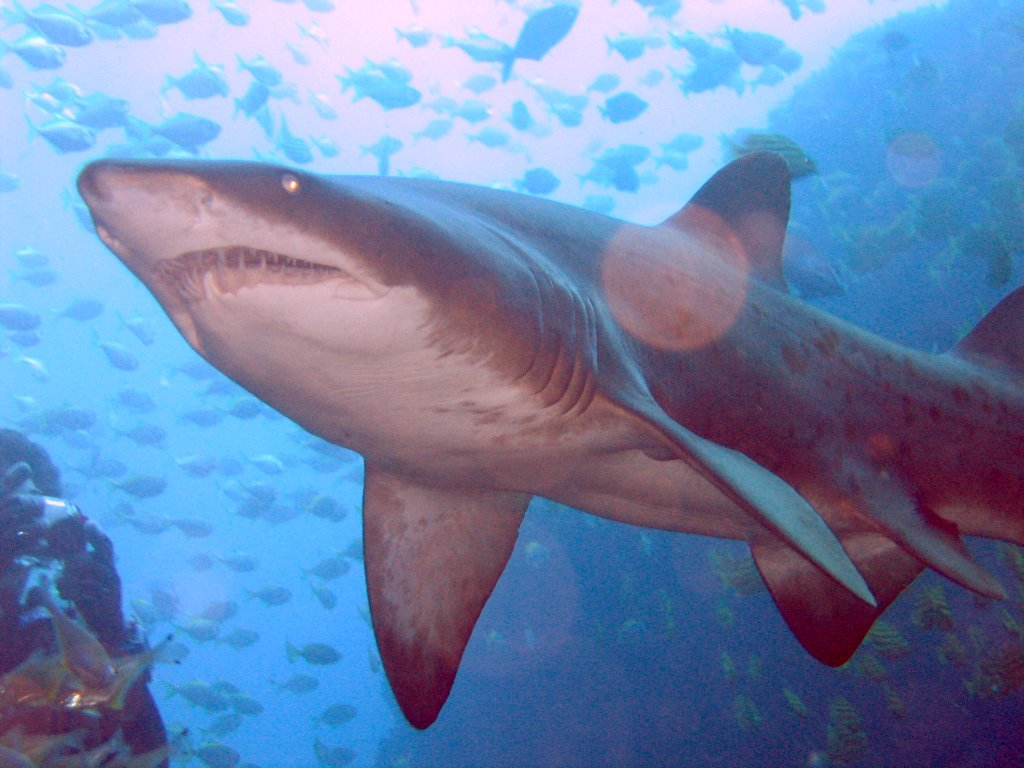
O tubarão-touro (Carcharias taurus) está muito ameaçado na costa este australiana.

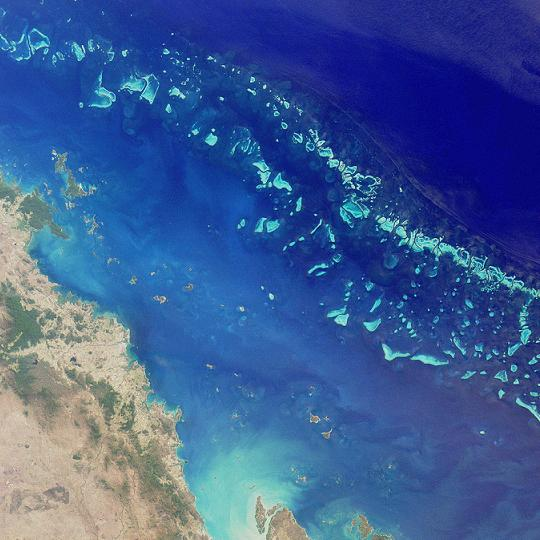
A Grande Barreira de Coral, o maior recife de coral do mundo.

Pelo menos durante 40 mil anos, a fauna australiana desempenhou um papel importante no modo de vida dos aborígenes australianos. Estes exploraram muitas espécies com vista à obtenção de carne e peles. Os vertebrados mais utilizados foram os macrópodes, possums, focas e a ave da espécie Puffinus tenuirostris. Os invertebrados utilizados na alimentação incluíam insectos, como a traça da espécie Agrotis infusa e diversos tipos de larvas e muitos tipos de moluscos. O uso de queimadas florestais para obter solo agrícola e facilitar a caça também modidificou a flora e fauna, como foi o caso de grandes herbívoros de dieta especializada, como as aves do género Genyornis.. Os impactos derivados da caça e modificação da paisagem por parte dos aborígenes são alvo de discussões: há quem os vincule com a extinção da megafauna australiana .
O impacto dos aborígenes sobre as populações de espécies nativas se considera menor que a que é devida aos colonizadores europeus , cujo impacto na paisagem foi de grande escala. Com efeito, a exploração da fauna nativa, a destruição de habitats e a introducão de predadores exóticos e herbívoros competitivos, levou à extinção de 27 espécies de mamíferos, 23 de aves e 4 de anuros. Boa parte da fauna está protegida por legislação. Uma notável excepção são os cangurus, cuja proliferação descontrolada conduz à intervenção periódica por parte das autoridades, em tarefas de controlo demográfico. A Acta de Protecção do Meio Ambiente e da Conservação da Biodiversidade, legislação de 1999, foi criada para obrigar a Austrália como signatária da Convenção sobre Diversidade Biológica de 1992. Esta legislação protege toda a fauna nativa e regulamenta a investigação biológica conducente à obtenção de informação sobre as espécies ameaçadas. Em cada estado e território, existe um catálogo de espécies ameaçadas. Hoje em dia, 380 espécies animais estão classificadas como em perigo ou sob ameaça segundo a citada legislação, e outras espécies estão protegidas por legislação estatal e territorial. De maneira geral, o catálogo completo das espécies do continente está em progresso. Este é um feito importante para a conservação da diversidade australiana. Em 1973, o governo federal estabeleceu um projecto denominado Australian Biological Resources Study, que coordena a investigação em taxonomia, identificação, classificação e distribuição de flora e fauna. Este projecto mantém bases de dados abertas e à disposição de todos os cidadãos.
A Austrália é membro da Comissão Baleeira Internacional, que mantém uma forte oposição à pesca de baleias; todas as espécies de cetáceos estão protegidas nas suas águas. Para além disso, a Austrália é signatária da convenção CITES de tráfico de espécies ameaçadas de fauna e flora. Áreas protegidas foram criadas em cada estado e território com o fim de proteger e preservar os ecossistemas únicos do país. Estas áreas protegidas incluem parques nacionais e outras reservas, assim como 64 áreas húmidas registados na Convenção de Ramsar e 16 locais considerados como Património Mundial. Em 2002, 10,8% (774,619.51 km²) da área terrestre da Austrália estava sob algum tipo de regime de protecção. As zonas marinhas protegidas cobriam, em 2002, cerca de 7% (646,000 km²) das águas juridiscionais australianas. A Grande Barreira de Coral é gerida pela Autoridade do Parque da Grande Barreira de Coral, sob leis federais e estatais. Alguns de seus recursos pesqueiros estão já sobreexplorados  e já se empregam cotas máximas de pesca para muitas espécies marinhas.
Em 2001, efectou-se uma auditoria do estado do meio ambiente da Austrália, por parte de investigadores independentes do governo federal. cocluiu-se que o meio ambiente tinha sofrido pioria desde o último controlo de 1996. Este estudo permitiu diagnosticar os problemas mais importantes da gestão ambiental: especialmente graves são os processos de salinização do solo, as mudanças das condições hidrológicas, a fragmentação de ecossistemas, deficiente maneio do ambiente costeiro e invasão por espécies alóctones.